# Marknadsföringsmix
Marknadsföringsmix eller marknadsmix är den blandning av konkurrensmedel som ett företag använder i sin marknadsföring. Marknadsföringsmixen beskriver i första hand den strategiska positionen av en produkt på en marknad. Man utgår oftast ifrån en teori skapad av Jerome McCarthy som kallas för 4P, "de fyra p:na", efter nyckelbegreppen product, price, place och promotion, på svenska produkt, pris, plats och påverkan för det externa arbetet som ett företag måste göra ut på marknaden för att lyckas.
Begreppet 4P används för att exempelvis nå det idealiska priset på en viss produkt, som ska säljas på rätt plats med rätt sorts påverkan (marknadsföring, reklam). Begreppet användes ursprungligen av ett amerikanskt företag med snabbrörliga konsumtionsvaror. Det plockades upp av den amerikanske professorn Philip Kotler och presenterades i läroböcker som ett lättlärt marknadsföringsverktyg. De fyra p:na är tänkta att kombineras i en marknadsföringsmix. På senare år har det även lagts till 4P för den interna delen som handlar om Personal, Produktion, Pengar och Planering som berör mycket av de interna rutiner, policys och sätt att arbeta för att kunna leverera det som kunderna efterfrågar.

## 4P-modellens komponenter

### Produkt (Product)
Produkten består av tre delar: 
1. Kärnprodukt. Anledningen till att man köper produkten. T.ex. Behovet av att transportera sig mellan plats A-B är anledningen till att man köper en bil.
2. Påtaglig produkt. Val av färg, funktioner, design.
3. Utökad produkt. Garantier, Servicevillkor, Leveransvillkor.

### Pris (Price)
1. Listpris
2. Rabatter
3. Betalningsvillkor
4. Kreditvillkor

### Påverkan (Promotion)
Aktiviteter som kommunicerar produktens eller tjänstens fördelar till målkunderna och ökar sannolikheten för ett positivt köpbeslut.
Reklam, Pr, Annonsering, Internet, Sales Promotion, Direkt marknadsföring är exempel på detta.

### Plats (Place)
Agentur, grossist, detaljist, e-handel

## Tjänster
Om produkten är en tjänst används ytterligare tre stycken P:n. Dessa är

### Personal (People)
En utbildad personalstyrka med rätt kunskaper och rätt personliga egenskaper är extra viktig i tjänsteproduktion eftersom företaget i nästan samtliga fall har en direkt kontakt med kunden. Alltså spelar företagets eller organisationens personalidé en stor roll för detta P.

### Process (Process)
Här ges svaret på hur tjänsten ska levereras. Grönroos talar om teknisk (product) och funktionell servicekvalitet, där det senare gäller processen. Vad ska flygvärdinnan använda för fras när hon hälsar på resenärerna? Är frisören trevlig eller bara skicklig?

### Fysiska miljön (Physical environment)
Miljön i vilken tjänsten utförs betyder mycket för vilken nivå av förtroende som kunden får för organisationen. Exempelvis äter man inte gärna på en ostädad restaurang, eller anlitar en kirurg som har sin mottagning bakom en återvinningscentral ute i skogen. Uniformer kan vara andra tecken på fysiska bevis, eftersom de visar upp en enad och välorganiserad struktur och därför kan ge kunden en känsla för organisationens image. 